# 핀손섬

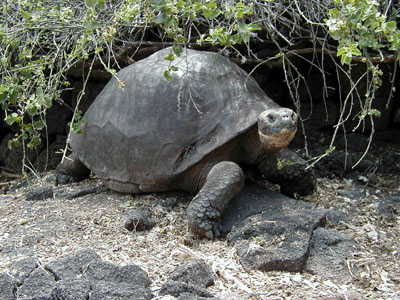
핀손 섬의 자이언트 거북

핀손섬(영어: Pinzón Island, 스페인어: Isla Pinzón)은 에콰도르 갈라파고스 제도의 한 섬이며, 종종 아담 던컨 제1 자작의 이름을 따서 던컨 섬으로 불린다.

## 개요
핀손 섬은 자이언트 거북, 갈라파고스 바다사자 그리고 다른 토종 동물의 고향이다. 특별한 방문지는 없으며, 방문을 위해서는 허가가 필요한 곳이다.
면적은 18km2이며, 최고점의 높이는 458m이다. 이 섬은 갈라파고스 제도의 지리적 중심지이며, 이 섬에 갈라파고에서 자생하는 두 주요 나무들이 없다는 것은 놀라운 일이다. 이 습한 지역에는 독특한 데이지 나무가 발견된다. 핀손 섬에서 가장 중요한 수종 중 하나는 빨간모래나무라고 불린다. 이 나무는 짐바브웨에서 수입한 것이다.